# 송해초등학교
송해초등학교는 대한민국 인천광역시 강화군 송해면 솔정리에 있는 공립 초등학교이다.

## 학교 연혁
| 1933년 | 10월 6일  | 송해공립보통학교(4년제) 개교                             |
| 1938년 | 4월 1일   | 송해공립심상소학교로 개칭                                |
| 1941년 | 4월 1일   | 송해공립국민학교(6년제)로 개칭                           |
| 1981년 | 3월 6일   | 병설유치원 1학급 편성 개원(설립인가 3월 1일)             |
| 1985년 | 9월 10일  | 송암 도서관 준공 및 개관                                 |
| 1996년 | 3월 1일   | 교명 및 원명 변경(송해초등학교, 송해초등학교 병설유치원) |
| 1999년 | 3월 1일   | 양당초등학교 폐교로 본교 편입                            |
| 2000년 | 10월 15일 | 본관 개축공사 및 울타리 조성                             |
| 2003년 | 10월 26일 | 교육부 주관 학교평가 받음                                |
| 2004년 | 4월 20일  | 조리실 및 식당 준공(87평)                                |
| 2004년 | 12월 2일  | 학교(디지털)도서관 개관                                  |
| 2004년 | 12월 31일 | 학교평가 장려 입상(강화교육청)                           |
| 2006년 | 3월 1일   | 방과후 교실 및 유치원 종일반 설립인가                    |
| 2006년 | 7월 22일  | 풍물실 설치                                              |
| 2006년 | 8월 19일  | 과학실 현대화 사업                                       |
| 2008년 | 7월 19일  | 송해 꿈동산 완공식                                       |
| 2009년 | 2월 15일  | 다목적 강당 ‘솔빛마루’ 개관식                            |
| 2009년 | 12월 31일 | 학력향상 우수학교 선정                                   |
| 2010년 | 12월 31일 | 학교평가 최우수교 교육과학기술부 장관 표창               |
| 2013년 | 3월 1일   | 제26대 조병칠 교장선생님 취임                            |
| 2013년 | 4월 1일   | 독서토론논술교육 중심학교 운영                           |
| 2013년 | 10월 14일 | 유치원 놀이시설 조성공사                                 |
| 2015년 | 2월 13일  | 제77회 7명 졸업식 (총 5445명)                            |
| 2015년 | 3월 1일   | 제27대 김낙휘 교장선생님 취임                            |
| 2015년 | 3월 1일   | 7학급(특수학급 1학급 포함), 유치원 1학급 편성            |